# Ronald Stretton
Ronald Charles "Ron" Stretton (Epsom, Surrey, 13 de febrer de 1930 - Toronto, Ontario, Canadà, 12 de novembre de 2012) va ser un ciclista anglès que va córrer durant els anys 50 del segle xx.
El 1952 va prendre part en els Jocs Olímpics de Hèlsinki, en què va guanyar la medalla de bronze en la prova de persecució per equips, formant equip amb Alan Newton, Donald Burgess i George Newberry.